# 斯特羅斯切尼山
斯特羅斯切尼山（英語：Mount Stroschein）是南極洲的山峰，位於伊利沙伯女皇地，處於韋伯嶺西南面3.7公里，屬於彭薩科拉山脈中帕圖克森特山脈的一部分，海拔高度1,020米，美國地質調查局根據測量和美國海軍拍攝的空中照片繪入地圖，現時由南極條約體系管理。